# Lars Cato
Lars Inge "Lasse" Cato, folkbokförd som Kato, född 12 november 1925 i Örgryte församling i Göteborg, död 19 november 2011 i Björkekärrs församling i Göteborg, var en svensk fotbollsspelare (halvback), som på 1940- och 1950-talen spelade för Gais.

## Biografi
Cato kom från Lundens AIS till Gais 1943 och blev "den evige reservspelaren"; han tillhörde Gais i resten av sin karriär men fick mestadels spela i B-laget. Han debuterade i A-laget i allsvenskan säsongen 1944/1945, men gjorde då bara en enda match. Sedan fick han inte chansen i A-laget igen förrän säsongen 1949/1950, då han spelade ytterligare tre allsvenska matcher. Säsongen 1950/1951 blev det återigen bara en enda match, och sedan skulle det återigen dröja tre år innan han säsongen 1954/1955 åter fick göra tre allsvenska matcher för klubben. Säsongen 1955/1956, då Gais hade trillat ner i division II Västra Götaland, var han dock i det närmaste ordinarie med 14 av 18 matcher i serien. Han var även med då Gais i slutet av säsongen vann det allsvenska kvalet mot Lycksele IF, och säsongerna 1956/1957 och 1957/1958 fick han äntligen speltid i Gais allsvenska trupp, med 12 respektive 16 matcher.
Trots den begränsade speltiden i Gais – under tio år spelade han aldrig fler än tre A-lagsmatcher i rad – kunde Cato inte tänka sig att gå till en annan klubb. "Jag har grönsvart blod i mina ådror", hävdade han. Efter karriären som aktiv fotbollsspelare var han tränare för junior- och B-lag inom Gais i nio år.

## Spelstil
Cato var liten (169 cm), men kombinerade på sin halvbacksposition en fin teknik med frän ettrighet.